# Île Agueli
Île Agueli är en ö i Algeriet.   Den ligger i provinsen Boumerdès, i den norra delen av landet, 28 km öster om huvudstaden Alger.
Terrängen på Île Agueli är varierad.